# Campionati europei juniores di sci alpino 1974
I Campionati europei juniores di sci alpino 1974, 3ª edizione della manifestazione organizzata dalla Federazione internazionale sci, si svolsero in Cecoslovacchia, a Jasná; il programma incluse gare di discesa libera, slalom gigante e slalom speciale, sia maschili sia femminili.

## Risultati

### Uomini

#### Discesa libera
| Pos. | Atleta            | Nazione |
| ---- | ----------------- | ------- |
| 1    | Bartl Gensbichler | Austria |
| 2    | Hans Purtscher    | Austria |
| 3    | Friedrich Mayer   | Austria |

#### Slalom gigante
| Pos. | Atleta            | Nazione        |
| ---- | ----------------- | -------------- |
| 1    | Ingemar Stenmark  | Svezia         |
| 2    | Bartl Gensbichler | Austria        |
| 3    | Bohumír Zeman     | Cecoslovacchia |

#### Slalom speciale
| Pos. | Atleta            | Nazione |
| ---- | ----------------- | ------- |
| 1    | Paolo De Chiesa   | Italia  |
| 2    | Bartl Gensbichler | Austria |
| 3    | Elio Presazzi     | Italia  |

### Donne

#### Discesa libera
| Pos. | Atleta         | Nazione   |
| ---- | -------------- | --------- |
| 1    | Elfi Deufl     | Austria   |
| 2    | Riitta Ollikka | Finlandia |
| 3    | Evi Pröll      | Austria   |

#### Slalom gigante
| Pos. | Atleta         | Nazione        |
| ---- | -------------- | -------------- |
| 1    | Monika Berwein | Germania Ovest |
| 2    | Evi Renoth     | Germania Ovest |
| 3    | Monika Eder    | Germania Ovest |

#### Slalom speciale
| Pos. | Atleta         | Nazione        |
| ---- | -------------- | -------------- |
| 1    | Evi Renoth     | Germania Ovest |
| 2    | Monika Berwein | Germania Ovest |
| 3    | Wilma Gatta    | Italia         |

## Medagliere per nazioni
| Pos. | Nazione        | Oro | Argento | Bronzo | Totale |
| ---- | -------------- | --- | ------- | ------ | ------ |
| 1    | Austria        | 2   | 3       | 2      | 7      |
| 2    | Germania Ovest | 2   | 2       | 1      | 5      |
| 3    | Italia         | 1   | 0       | 2      | 3      |
| 4    | Svezia         | 1   | 0       | 0      | 1      |
| 5    | Finlandia      | 0   | 1       | 0      | 1      |
| 6    | Cecoslovacchia | 0   | 0       | 1      | 1      |